# Dwight Lodeweges
Dwight Lodeweges (sinh ngày 26 tháng 10 năm 1957) là một huấn luyện viên và cựu cầu thủ bóng đá người Hà Lan.

## Sự nghiệp Huấn luyện viên
Dwight Lodeweges đã dẫn dắt Go Ahead Eagles, FC Groningen, SC Heerenveen, PSV Eindhoven và JEF United Chiba.